# Up the River (1930)
Up the River is een Amerikaanse filmkomedie uit 1930 onder regie van John Ford.

## Verhaal
Twee gevangenen ontsnappen tijdens de opvoering van een toneelstuk. Ze trachten hun celmaat te bereiken, die wordt gechanteerd. Hij moet daarom opnieuw een misdaad plegen.

## Rolverdeling
| Acteur              | Personage     |
| ------------------- | ------------- |
| Spencer Tracy       | Saint Louis   |
| Claire Luce         | Judy Fields   |
| Warren Hymer        | Dannemora Dan |
| Humphrey Bogart     | Steve Jordan  |
| William Collier sr. | Pop           |
| Joan Marie Lawes    | Jean          |